# Orgilus pusillus
Orgilus pusillus är en stekelart som beskrevs av Szepligeti 1913. Orgilus pusillus ingår i släktet Orgilus och familjen bracksteklar. Inga underarter finns listade i Catalogue of Life.